# España en los Juegos Europeos de Bakú 2015
España participó en los Juegos Europeos de Bakú 2015 con una delegación de 216 deportistas que participaron en 19 deportes. El portador de la bandera en la ceremonia de apertura fue el practicante de taekwondo Joel González Bonilla.
Responsable del equipo nacional es el Comité Olímpico Español (COE), así como las federaciones deportivas nacionales de cada deporte con participación.

## Medallas
El equipo español obtuvo las siguientes medallas:
| Nombre | Deporte               | Competición      |
| --- | --------------------- | ---------------- |
| Oro |                       |                  |
| Pablo Abián | Bádminton             | Individual M     |
| Luis León Sánchez | Ciclismo en ruta      | Ruta M           |
| Sara Moreno López Vicente Lli Lloris | Gimnasia aeróbica     | Par mixto        |
| Rayderley Zapata Santana | Gimnasia artística    | Suelo M          |
| Damián Quintero Capdevila | Karate                | Kata M           |
| Sandra Sánchez Jaime | Karate                | Kata F           |
| Fátima Gálvez | Tiro                  | Foso F           |
| Miguel Alvariño | Tiro con arco         | Individual M     |
| Plata |                       |                  |
| José Ignacio Martín Monzón Alejandro Llorca Castillo Sergio de la Fuente Valdizán Juan Vasco Trabado | Baloncesto 3x3        | Torneo M         |
| Marcos Rodríguez Mesa | Natación              | 800 m libre M    |
| Alberto Lozano Mateos | Natación              | 100 m mariposa M |
| Berta Ferreras Sanz | Natación sincronizada | Solo F           |
| Julia Echeberria Esquivel Berta Ferreras Sanz Helena Jaumà Lluch María del Carmen Juárez Campos Emilia Luboslavova Boneva Raquel Estefanía Navarro Fernández Itziar Sánchez-Guardamino Irene Toledano Carmelo                                         | Natación sincronizada | Equipo F         |
| Julia Echeberria Esquivel Berta Ferreras Sanz Helena Jaumà Lluch María del Carmen Juárez Campos Emilia Luboslavova Boneva Raquel Estefanía Navarro Fernández Sara Saldaña López Itziar Sánchez-Guardamino Irene Toledano Carmelo Lidia Vigara Rodrigo | Natación sincronizada | Combinación F    |
| Jesús Tortosa Cabrera | Taekwondo             | –58 kg M         |
| Sonia Franquet | Tiro                  | Pistola 10 m F   |
| Miguel Alvariño Juan Ignacio Rodríguez Antonio Fernández | Tiro con arco         | Equipo M         |
| Equipo | Waterpolo             | Torneo F         |
| Equipo | Waterpolo             | Torneo M         |
| Bronce |                       |                  |
| Clara Azurmendi | Bádminton             | Individual F     |
| Rita Esther Montenegro Santana María Aranzazu Gómez Novo Vega Gimeno Martínez Inmaculada Zanoguera Garcías | Baloncesto 3x3        | Torneo F         |
| Luis León Sánchez | Ciclismo en ruta      | Contrarreloj M   |
| Aranzazu Martínez Sara Moreno López Belén Guillemot Esterlich Vicente Lli Lloris Pedro Cabañas Moreno | Gimnasia aeróbica     | Grupo            |
| Maider Unda | Lucha libre           | 75 kg F          |
| Alicia Marín | Tiro con arco         | Individual F     |
| Marina Castro Atalaya | Natación              | 800 m libre F    |
| Marina Castro Atalaya | Natación              | 1500 m libre F   |
| Joel González Bonilla | Taekwondo             | –68 kg M         |
| Daniel Ros Gómez | Taekwondo             | +80 kg M         |
| Eva Calvo Gómez | Taekwondo             | –57 kg F         |

### Por deporte
| Evento                | Oro | Plata | Bronce | Total |
| --------------------- | --- | ----- | ------ | ----- |
| Bádminton             | 1   | 0     | 1      | 2     |
| Baloncesto 3x3        | 0   | 1     | 1      | 2     |
| Ciclismo              | 1   | 0     | 1      | 2     |
| Gimnasia              | 2   | 0     | 1      | 3     |
| Karate                | 2   | 0     | 0      | 2     |
| Lucha                 | 0   | 0     | 1      | 1     |
| Natación              | 0   | 2     | 2      | 4     |
| Natación sincronizada | 0   | 3     | 0      | 3     |
| Taekwondo             | 0   | 1     | 3      | 4     |
| Tiro                  | 1   | 1     | 0      | 2     |
| Tiro con arco         | 1   | 1     | 1      | 3     |
| Waterpolo             | 0   | 2     | 0      | 2     |
| TOTAL                 | 8   | 11    | 11     | 30    |

## Deportes
De los 20 deportes presentes en el programa de los Juegos Europeos, se contó con representación española en 19 deportes (en el torneo por equipos de atletismo no se participó).
| No. | Deporte        | Hombres | Mujeres | TOTAL |
| --- | -------------- | ------- | ------- | ----- |
| 1   | Atletismo      | –       | –       | –     |
| 2   | Bádminton      | 1       | 3       | 4     |
| 3   | Baloncesto 3x3 | 4       | 4       | 8     |
| 4   | Boxeo          | 5       | 1       | 6     |
| 5   | Ciclismo       | 9       | 1       | 10    |
| 6   | Esgrima        | 2       | 1       | 3     |
| 7   | Fútbol playa   | 12      | –       | 12    |
| 8   | Gimnasia       | 5       | 14      | 19    |
| 9   | Judo           | 9       | 10      | 19    |
| 10  | Karate         | 3       | 4       | 7     |
| 11  | Lucha          | 8       | 3       | 11    |
| 12  | Natación       | 23      | 34      | 57    |
| 13  | Piragüismo     | 10      | 3       | 13    |
| 14  | Sambo          | 1       | 1       | 2     |
| 15  | Taekwondo      | 4       | 4       | 8     |
| 16  | Tenis de mesa  | 3       | 2       | 5     |
| 17  | Tiro           | 8       | 4       | 12    |
| 18  | Tiro con arco  | 3       | 3       | 6     |
| 19  | Triatlón       | 3       | 3       | 6     |
| 20  | Vóley playa    | 4       | 4       | 8     |
|     | TOTAL          | 117     | 99      | 216   |